# Porsche Cayenne PO536
Porsche Cayenne PO536 är en SUV, tillverkad av den tyska biltillverkaren Porsche sedan 2017.

## Tekniska data
| Porsche PO536:                 | Cayenne                                                            | Cayenne S                                                          | Cayenne E-Hybrid                                                   | Cayenne GTS                                                        | Cayenne Turbo                                                      | Cayenne Turbo E-Hybrid                                             |
| ------------------------------ | ------------------------------------------------------------------ | ------------------------------------------------------------------ | ------------------------------------------------------------------ | ------------------------------------------------------------------ | ------------------------------------------------------------------ | ------------------------------------------------------------------ |
| Motor:                         | 6-cyl V-motor med turbo                                            | 6-cyl V-motor med turbo                                            | 6-cyl V-motor med turbo                                            | 8-cyl V-motor med turbo                                            | 8-cyl V-motor med turbo                                            | 8-cyl V-motor med turbo                                            |
| Cylindervolym:                 | 2995 cm³                                                           | 2894 cm³                                                           | 2894 cm³                                                           | 3996 cm³                                                           | 3996 cm³                                                           | 3996 cm³                                                           |
| Max effekt vid varvtal:        | 340 hk vid 5 300 v/min                                             | 440 hk vid 5 700 v/min                                             | 462 hk vid 5 300 v/min                                             | 460 hk vid 6 000 v/min                                             | 550 hk vid 5 750 v/min                                             | 680 hk vid 5 750 v/min                                             |
| Max vridmoment vid varvtal:    | 450 Nm vid 1 340 v/min                                             | 550 Nm vid 1 800 v/min                                             | 700 Nm vid 1 340 v/min                                             | 620 Nm vid 1 800 v/min                                             | 770 Nm vid 1 960 v/min                                             | 900 Nm vid 2 100 v/min                                             |
| Ventilstyrning:                | Dubbla överliggande kamaxlar per cylinderrad, variabla ventiltider | Dubbla överliggande kamaxlar per cylinderrad, variabla ventiltider | Dubbla överliggande kamaxlar per cylinderrad, variabla ventiltider | Dubbla överliggande kamaxlar per cylinderrad, variabla ventiltider | Dubbla överliggande kamaxlar per cylinderrad, variabla ventiltider | Dubbla överliggande kamaxlar per cylinderrad, variabla ventiltider |
| Kylning:                       | Vätskekylning                                                      | Vätskekylning                                                      | Vätskekylning                                                      | Vätskekylning                                                      | Vätskekylning                                                      | Vätskekylning                                                      |
| Hybridsystem:                  | -                                                                  | -                                                                  | Elmotor på 100 kW                                                  | -                                                                  | -                                                                  | Elmotor på 100 kW                                                  |
| Växellåda;                     | 8-växlad automatväxellåda (Tiptronic S)                            | 8-växlad automatväxellåda (Tiptronic S)                            | 8-växlad automatväxellåda (Tiptronic S)                            | 8-växlad automatväxellåda (Tiptronic S)                            | 8-växlad automatväxellåda (Tiptronic S)                            | 8-växlad automatväxellåda (Tiptronic S)                            |
| Drivning;                      | Fyrhjulsdrift                                                      | Fyrhjulsdrift                                                      | Fyrhjulsdrift                                                      | Fyrhjulsdrift                                                      | Fyrhjulsdrift                                                      | Fyrhjulsdrift                                                      |
| Topphastighet:                 | 245 km/h                                                           | 265 km/h                                                           | 253 km/h                                                           | 270 km/h                                                           | 286 km/h                                                           | 295 km/h                                                           |
| Acceleration 0 - 100 km/h:     | 6,2 s/5,9 s                                                        | 5,2 s/4,9 s                                                        | 5,0 s                                                              | 4,8 s/4,5 s                                                        | 4,1 s/3,9 s                                                        | 3,8 s                                                              |
| Bränsleförbrukning per 100 km: | 9,0 l                                                              | 9,2 l                                                              | 3,2 l                                                              | 11,2 l                                                             | 11,7 l                                                             | 3,7 l                                                              |